# Carol Lixon
Carol Lixon est une actrice française.

## Filmographie
- 1970 : La pomme de son œil de François Villiers : Béatrice
- 1972 : César et Rosalie de Claude Sautet : Louise
- 1975 : Salvator et les Mohicans de Paris (d'après l'œuvre de Alexandre Dumas), feuilleton télévisé de Bernard Borderie
- 1977 : Au plaisir de Dieu de Robert Mazoyer, (feuilleton TV) : Pascale
- 1978 : Les Filles du régiment de Claude Bernard-Aubert
- 1979 : Le Cavaleur de Philippe de Broca : Pompon
- 1979 : Le Mors aux dents de Laurent Heynemann : Véronique Chazerand
- 1979 : Un jour un tueur de Serge Korber : Anna
- 1981 : Les fiançailles de feu de Pierre Bureau, (TV) : Claire
- 1981 : L'Ennemi de la mort de Roger Kahane, (feuilleton TV) : Mina
- 1983 : La vie est un roman d'Alain Resnais
- 1983 : Bon anniversaire Juliette de Marcel Bozzuffi, (TV) : Caroline
- 1983 : Les Malheurs d'Octavie de Roland Urban : Vanou, la fille d'André et Yvonne
- 1983 : On l'appelle catastrophe de Richard Balducci : Carol
- 1984 : Charlots connection de Jean Couturier : Juliette